# Acadêmicos Bandeirantes do Saboó
GRCES Acadêmicos Bandeirantes do Saboó é uma escola de samba de Santos, fundada em 1° de maio de 1996 por um grupo de sambistas oriundos do "Bloco UTI", que participava do tradicional desfile do "Banho da Dorotéia", o nome da agremiação é uma homenagem ao clube de futebol "Bandeirante Futebol Clube" também localizado no bairro do Saboó em Santos/SP. 
A escola desfilou pela primeira vez no concurso oficial do carnaval de Santos de 1977 pelo Grupo II, onde alcançou a 6ª colocação. 
As suas cores são o vermelho, o preto e o branco, o seu símbolo é um bandeirante e sua sede é localizada na Rua Maria Mercedes Féa, 112 no bairro do Saboó.
Em 2020 a agremiação apresentou como enredo "A origem da dança - Uma viagem no tempo", ficando em 3º lugar no Grupo I.